# Renedo de la Vega
Renedo de la Vega est une commune d'Espagne de la province de Palencia dans la communauté autonome de Castille-et-León. Elle fait partie de la comarque naturelle de Vega-Valdavia.

## Patrimoine
Santa María de la Vega est un monastère cistercien de style mudéjar à l'architecture unique de la région de Vega-Valdavia. Il s'agit d'une fondation subsidiaire du monastère royal de Santa María de Benavides à Boadilla de Rioseco, due à Rodrigo Rodríguez Girón et Inés Pérez, selon l'acte de donation et de fondation de 1215. Les tombes des fondateurs, qui se trouvaient dans la chapelle principale, ont été vendues vers 1925 et se trouvent aujourd'hui à la Hispanic Society of America de New York. Bien qu'il ait été déclaré monument historique et artistique le 3 juin 1931, son état de ruine déplorable lui vaut d'être inscrit sur la Liste rouge du patrimoine en péril.
Il possède également un pilori (rollo jurisdiccional) transformé en croix funéraire et transféré au cimetière local, qui est un Bien d'intérêt culturel.

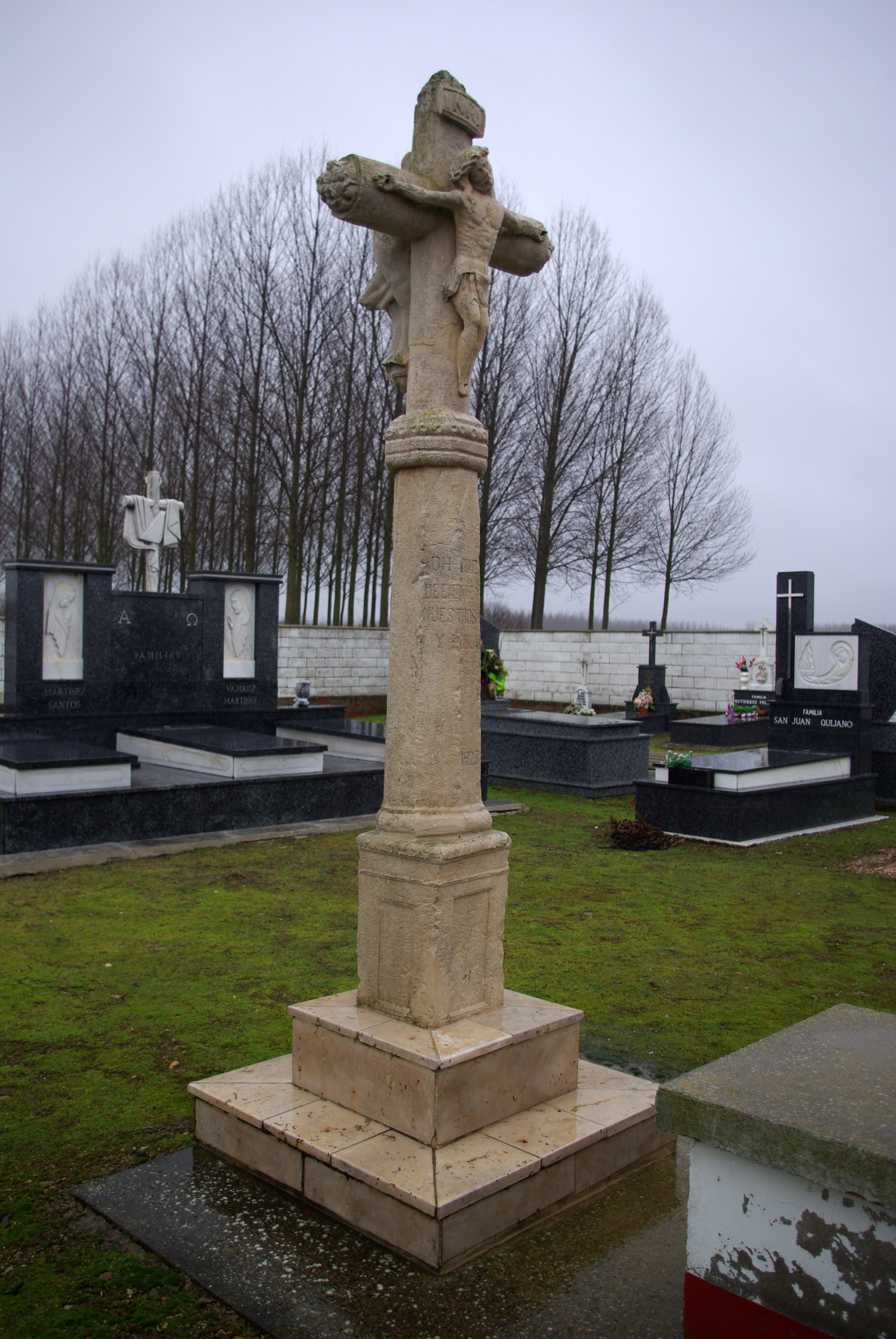
Pilori (rollo jurisdiccional) au cimetière.
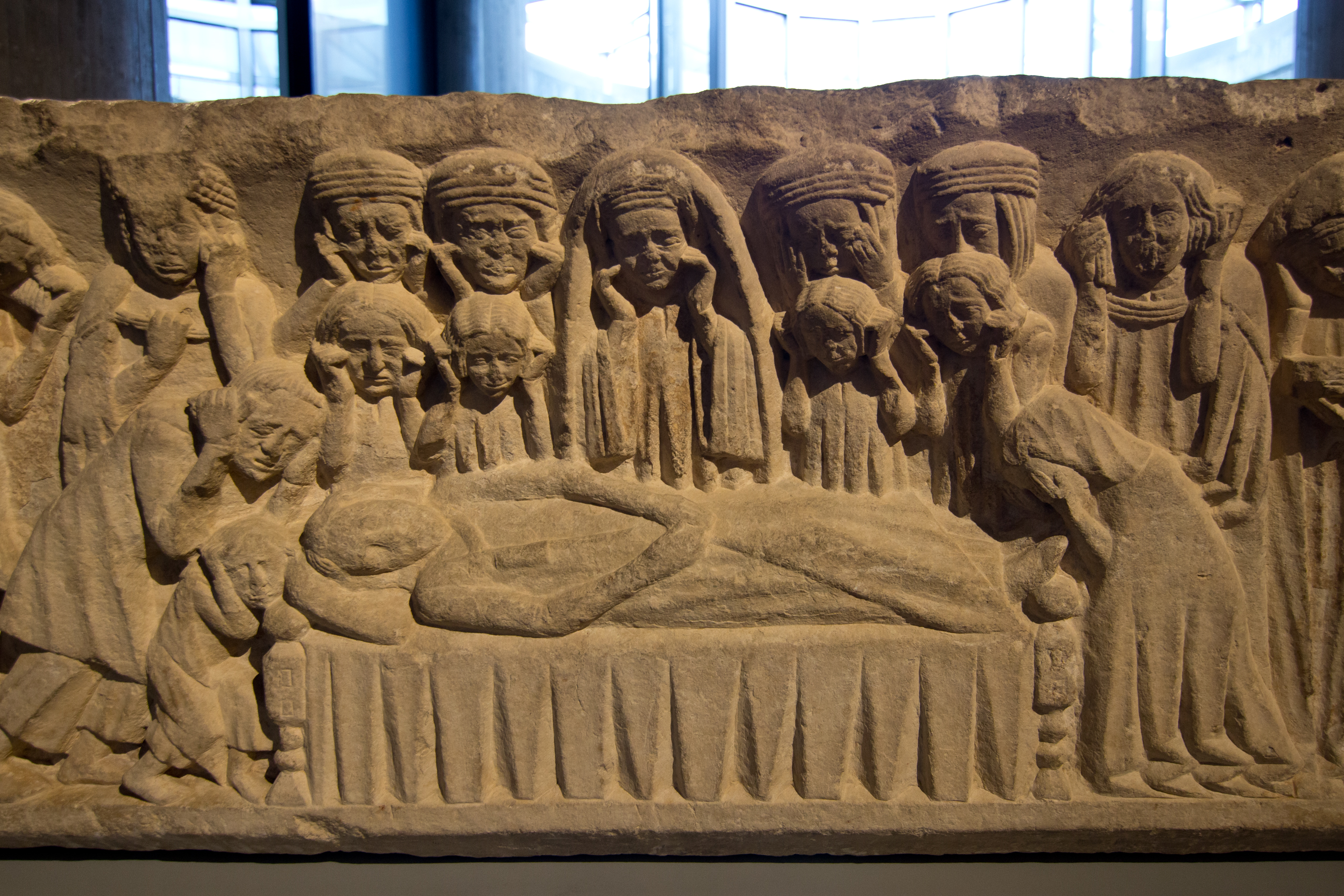
Détail d'un sarcophage du monastère, musée de Palencia (es).